# Jembke
Jembke – miejscowość i gmina w Niemczech, w kraju związkowym Dolna Saksonia, w powiecie Gifhorn, wchodzi w skład gminy zbiorowej Boldecker Land.